# Дифферинтеграл Римана — Лиувилля
В математике, дифферинтеграл Римана — Лиувилля отображает вещественную функцию {\displaystyle f\colon \mathbb {R} \to \mathbb {R} } в другую функцию {\displaystyle I^{\alpha }f} того же типа для каждого значения параметра {\displaystyle \alpha >0}. Данный дифферинтеграл является обобщением повторной первообразной от {\displaystyle f} в том смысле, что для целых положительных значений {\displaystyle \alpha }, {\displaystyle I^{\alpha }f} представляет собой повторную первообразную функции {\displaystyle f} порядка {\displaystyle \alpha }. Дифферинтеграл Римана — Лиувилля назван в честь Бернхарда Римана и Жозефа Лиувилля, последний из которых был первым, кто рассмотрел возможность дробного исчисления в 1832 году. Данный оператор согласуется с преобразованием Эйлера при действии на аналитические функции. Он был обобщён на произвольные размерности Марселем Рисом, который ввёл потенциал Риса.
Интеграл Римана — Лиувилля определяется как:
{\displaystyle I^{\alpha }f(x)={\frac {1}{\Gamma (\alpha )}}\int \limits _{a}^{x}f(t)(x-t)^{\alpha -1}\,dt,}
где {\displaystyle \Gamma } — гамма-функция, а {\displaystyle a} — произвольная, но фиксированная точка отсчёта. То что данный интеграл хорошо определён обеспечивается локальной интегрируемостью функции {\displaystyle f}, {\displaystyle \alpha } — комплексное число в полуплоскости {\displaystyle \mathrm {Re} \,\alpha >0}. Зависимость от точки отсчёта {\displaystyle a} часто не существенна и представляет собой свободу в выборе константы интегрирования. {\displaystyle I^{1}f} конечно же является первообразной (первого порядка) функции {\displaystyle f}, для целых положительных значений {\displaystyle \alpha } {\displaystyle I^{\alpha }f} представляет собой первообразную порядка {\displaystyle \alpha } в соответствии с формулой повторного интегрирования Коши. В других обозначениях, подчёркивающих зависимость от точки отсчёта имеет вид:
{\displaystyle {}_{a}\mathbb {D} _{x}^{-\alpha }f(x)={\frac {1}{\Gamma (\alpha )}}\int \limits _{a}^{x}f(t)(x-t)^{\alpha -1}\,dt.}
Данное выражение имеет смысл и при {\displaystyle a=-\infty }, с соответствующими ограничениями на {\displaystyle f}.
Фундаментальными соотношениями остаются:
{\displaystyle {\frac {d}{dx}}I^{\alpha +1}f(x)=I^{\alpha }f(x),\quad I^{\alpha }(I^{\beta }f)=I^{\alpha +\beta }f,}
последние из которых представляет собой полугрупповое свойство. Эти свойства позволяют не только определить дробное интегрирование, но и дробное дифференцирование посредством взятия достаточного числа производных функции {\displaystyle I^{\alpha }f}.

## Свойства
Пусть {\displaystyle (a,\;b)} — фиксированный ограниченный интервал. Оператор {\displaystyle I^{\alpha }} отображает любую интегрируемую функцию {\displaystyle f} на {\displaystyle (a,\;b)} в функцию {\displaystyle I^{\alpha }f} на {\displaystyle (a,\;b)}, которая также интегрируема по теореме Фубини. Таким образом, {\displaystyle I^{\alpha }} определяет линейный оператор на пространстве {\displaystyle L^{1}(a,\;b)}:
{\displaystyle I^{\alpha }\colon L^{1}(a,\;b)\to L^{1}(a,\;b).}
Из теоремы Фубини также следует, что этот оператор непрерывен относительно структуры банахова пространства на {\displaystyle L^{1}}. Таким образом, верно следующее неравенство:
{\displaystyle \|I^{\alpha }f\|_{1}\leqslant {\frac {|b-a|^{\mathrm {Re} \,\alpha }}{\mathrm {Re} \,\alpha \,|\Gamma (\alpha )|}}\|f\|_{1}.}
Здесь {\displaystyle \|\cdot \|_{1}} обозначает норму в {\displaystyle L^{1}(a,\;b)}.
В более общем случае, из неравенства Гёльдера следует, что если {\displaystyle f} принадлежит {\displaystyle L^{p}(a,\;b)}, то и {\displaystyle I^{\alpha }f} также принадлежит {\displaystyle L^{p}(a,\;b)} и выполняется аналогичное неравенство:
{\displaystyle \|I^{\alpha }f\|_{p}\leqslant {\frac {|b-a|^{\mathrm {Re} \,\alpha \,/\,p}}{\mathrm {Re} \,\alpha \,|\Gamma (\alpha )|}}\|f\|_{p},}
где {\displaystyle \|\cdot \|_{p}} — норма в пространстве {\displaystyle L^{p}} на интервале {\displaystyle (a,\;b)}. Таким образом, {\displaystyle I^{\alpha }} определяет ограниченный линейный оператор из {\displaystyle L^{p}(a,\;b)} в себя. Более того, {\displaystyle I^{\alpha }f} стремится к {\displaystyle f} в {\displaystyle L^{p}}-смысле при {\displaystyle \alpha \to 0} вдоль вещественной оси. То есть:
{\displaystyle \lim _{\alpha \to 0+}\|I^{\alpha }f-f\|_{p}=0}
для всех {\displaystyle p\geqslant 1}. Кроме того, оценивая максимальную функцию оператора {\displaystyle I} можно доказать поточечную сходимость {\displaystyle I^{\alpha }f\to f} почти всюду.
Оператор {\displaystyle I^{\alpha }} хорошо определён на множестве локально-интегрируемых функций на всей действительной прямой {\displaystyle \mathbb {R} }. Он определяет ограниченное отображение на любом банаховом пространстве функций экспоненциального типа {\displaystyle X_{\sigma }=L^{1}(e^{-\sigma |t|}\,dt)}, состоящего из локально-интегрируемых функций для которых норма
{\displaystyle \|f\|=\int \limits _{-\infty }^{\infty }|f(t)|e^{-\sigma |t|}\,dt}
конечна. Для {\displaystyle f} из {\displaystyle X_{\sigma }} преобразование Лапласа функции {\displaystyle I^{\alpha }f} принимает особенно простую форму:
{\displaystyle ({\mathcal {L}}I^{\alpha }f)(s)=s^{-\alpha }F(s),}
где {\displaystyle \mathrm {Re} \,s>\sigma }. Здесь через {\displaystyle F(s)} обозначено преобразование Лапласа функции {\displaystyle f} и это свойство выражает тот факт, что {\displaystyle I^{\alpha }} представляет собой Фурье-мультипликатор.

## Дробные производные
Можно также определить производные дробного порядка от функции {\displaystyle f}:
{\displaystyle {\frac {d^{\alpha }}{dx^{\alpha }}}f{\overset {\mathrm {def} }{=}}{\frac {d^{\lceil \alpha \rceil }}{dx^{\lceil \alpha \rceil }}}I^{\lceil \alpha \rceil -\alpha }f,}
где через {\displaystyle \lceil \cdot \rceil } обозначена операция взятия целой части. Можно также получить дифферинтегральную интерполяцию между дифференцированием и интегрированием определяя:
{\displaystyle \mathbb {D} _{x}^{\alpha }f(x)={\begin{cases}{\dfrac {d^{\lceil \alpha \rceil }}{dx^{\lceil \alpha \rceil }}}I^{\lceil \alpha \rceil -\alpha }f(x),&\alpha >0;\\f(x),&\alpha =0;\\I^{-\alpha }f(x),&\alpha <0.\end{cases}}}